# شایلی-له-زنری
شایلی-له-زنری (به فرانسوی: Chailly-lès-Ennery) یک کمون در فرانسه است که در Canton of Vigy واقع شده‌است.

## خصوصیات
شایلی-له-زنری ۷٫۲۹ کیلومترمربع مساحت و ۲۷۲ نفر جمعیت دارد و ۱۸۰ متر بالاتر از سطح دریا واقع شده‌است.